# Динги
Ди́нги (на английски: dinghy) в общия случай е малка лодка, тузик, с дължина около 3 метра и вместимост 1 – 2 души (в редки случаи – 3). Предназначена е за превоз на хора, неголеми предмети от съда на брега или между съдовете. Компактността на тузика е обусловена от необходимостта той да се носи на борда на съд с неголеми размери, обикновено от 12 до 20 m. Съдовете с по-голяма дължина вече могат да използват пълноценни лодки, за това те, като правило, не използват динги и тузики.
Поради своите малки размери динги най-често имат опростена безнаборна конструкция и остроскулови обводи, а са направени от шперплат или пластмаса.
Тузика (динги), снабден с ветрилно въоръжение, представлява най-достъпното средство за практикуване на ветроходен спорт. В това си качество те получават разпространение след края на втората световна война, когато са създадени редица проекти, изначално предназначени за спортни цели, и впоследствие получили широко разпространение. Към тях се отнасят швертботите „Кадет“, „Оптимист“, „ОК-Динги“, „Мирър-Динги“, „Снайп“.
В периода на разцвета на тяхната популярност термина „динги“ започва да се използва в руския език в значението на „малък спортен швертбот“. Термина „тузик“ продължава да се използва за преимуществено гребни лодки. Въпреки това, за ветроходни лодки с дължина от 4 m е по-правилно да се използва термина швертбот.
Като правило, динги са швертбот, т.е. лодка, снабдена със спускаем плавник-шверт, противодействащ на занасянето на яхтата под действие на вятъра. Възможността да се прибира шверта е важна за преминаване по плиткоководие или при причалване към брега.
Ветрилното въоръжение на динги основно е от най-простите типове: кет (бермудски или рейков) или шлюп (бермудски, гуари).
Поради своите малки размери динги е типичната картоп-лодка, т.е. лодка, която може да се превозва на горния багажник на лек автомобил.
Динги не обладават високи мореходни или ходови качества. Тяхното използване се ограничава до плаване в закрити или вътрешни водоеми в условията на добро време и на неголямо разстояние от брега. Също на борда на динги е сложно да има какъвто и да е комфорт, често на тях няма даже седалки-банки и екипажа седи на дъното или на бордовете. Всички тези неудобства се контрират от ниската им цена, лекотата и простотата на управление.

## Динги в Съветския съюз и Русия
В Съветския съюз в промишлени количества се произвеждат швертботи-динги от класовете „Оптимист“, „Кадет“ и „Луч“. Освен това, леки швертботи се строят от домашни майстори-любители.
Понастоящем в Русия швертботи, които могат да се отнесат към динги, практически не се произвеждат, тъй като корабостроителниците основно използват пластмаси, а този материал позволява със същата стойност да се произвеждат по-съвременни корпуси с по-голям размер. Въпреки това, самодеятелната постройка на динги съхранява своята актуалност, защото такива швертботове са подходящи за закритите водоеми, могат да се превозват на горния багажник на леката кола и да се съхраняват в гаража. Освен това, построяването на динги е възможност за обучение в строеж на лодки.